# دونالد جي. إروين
دونالد جي. إروين هو محامي وسياسي أمريكي، ولد في 7 سبتمبر 1926 في الأرجنتين، وتوفي في 7 يوليو 2013 في East Norwalk ‏ في الولايات المتحدة. نشط حزبياً في الحزب الديمقراطي. وقد انتخب أمين صندوق الدولة ‏ وانتخب عضو مجلس النواب الأمريكي ‏.